# 鯉江本町
鯉江本町（こいえほんまち）は、愛知県常滑市にある地名。現行行政地名は鯉江本町1丁目から鯉江本町6丁目。

## 地理
常滑市の中央部に位置し、東に北条、西にりんくう町、南に新開町、北に多屋町と接している。

## 世帯数と人口
2019年（令和元年）7月31日現在の世帯数と人口は以下の通りである。
| 丁目                 | 世帯数  | 人口  |
| -------------------- | ------- | ----- |
| 鯉江本町1丁目        | 186世帯 | 233人 |
| 鯉江本町2丁目・3丁目 | 33世帯  | 73人  |
| 鯉江本町4丁目        | 79世帯  | 171人 |
| 鯉江本町5丁目        | 179世帯 | 272人 |
| 鯉江本町6丁目        | 16世帯  | 28人  |
| 計                   | 493世帯 | 777人 |

### 人口の変遷
国勢調査による人口の推移
| 1995年（平成7年）  | 605人 | [ 5 ] |  |
| 2000年（平成12年） | 539人 | [ 6 ] |  |
| 2005年（平成17年） | 718人 | [ 7 ] |  |
| 2010年（平成22年） | 710人 | [ 8 ] |  |
| 2015年（平成27年） | 656人 | [ 9 ] |  |

## 学区
市立小・中学校に通う場合、学区は以下の通りとなる。
| 丁目          | 小学校                                    | 中学校             |
| ------------- | ----------------------------------------- | ------------------ |
| 鯉江本町1丁目 | 常滑市立常滑西小学校 常滑市立鬼崎南小学校 | 常滑市立常滑中学校 |
| 鯉江本町2丁目 | 常滑市立常滑西小学校 常滑市立鬼崎南小学校 | 常滑市立常滑中学校 |
| 鯉江本町3丁目 | 常滑市立常滑西小学校                      | 常滑市立常滑中学校 |
| 鯉江本町4丁目 | 常滑市立常滑西小学校                      | 常滑市立常滑中学校 |
| 鯉江本町5丁目 | 常滑市立常滑西小学校                      | 常滑市立常滑中学校 |
| 鯉江本町6丁目 | 常滑市立常滑西小学校                      | 常滑市立常滑中学校 |

## 交通

### 鉄道
名古屋鉄道（名鉄）
■常滑線・空港線 常滑駅

## 施設
- 商業施設「ウィルセラ」
なお、商業施設「ウィルセラ」内の常滑市観光プラザについては定期建物賃貸借契約が満了のため2024年（令和6年）12月末で廃止となり、観光案内の機能は常滑市陶磁器会館に移転する[11]。
- LIXIL常滑本社（旧INAX本社）

## その他

### 日本郵便
- 郵便番号 : 479-0838[3]（集配局：常滑郵便局[12]）。